# Olumuyiwa Aganun
Olumuyiwa Olushola Aganun (Lagos, 4 maggio 1984) è un ex calciatore nigeriano, di ruolo attaccante.

## Carriera

### Club
Viene notato dagli osservatori della Reggina, che, nel 2001, insieme ai fratelli Obafemi e Oladipupo Martins, decidono di portarli in Italia da Lagos. All'epoca non essendo ancora maggiorenne, Aganun dovette tornare in patria e in seguito venne girato in prestito a Malta al Msida Saint-Joseph. Qui viene scoperto da Egon Federspieler che decide di portarlo al Wacker Innsbruck.
Con la società di Innsbruck ha giocato regolarmente nella Bundesliga austriaca dalla stagione 2004-2005 fino al 2008, anno della retrocessione, che più tardi ha dichiarato fallimento. In seguito firmò un contratto con il Parndorf, militante nel girone del Burgenland della Regionalliga Est. Dopo una stagione da protagonista con il Parndorf, con cinque gol in 16 partite, Aganun è tornato a Malta al Msida Saint-Joseph nell'ottobre 2009.
Dal 2010 al 2012 ha giocato in Vietnam con Đồng Tháp, Hòa Phát e HAGL. Chiude la sua carriera nelle file del Neusiedl/Zaya.

## Palmarès

### Club

#### Competizioni nazionali
- Erste Liga: 1

Wacker Innsbruck: 2004-2005